# Кавалеры ордена Святого Георгия IV класса П
Кавалеры ордена Святого Георгия IV класса на букву «П» 
Список составлен по алфавиту персоналий. Приводятся фамилия, имя, отчество; звание на момент награждения; номер по списку Григоровича — Степанова (в скобках номер по списку Судравского); дата награждения. Лица, чьи имена точно идентифицировать не удалось, не викифицируются. Курсивом выделены кавалеры, получившие орден за службу в частях Восточного фронта Русской армии и Северной армии во время Гражданской войны.

## Па
- Паар, Иоганн; полковник австрийской службы; № 2933; 12 мая 1814
- Павел Александрович, великий князь; генерал от кавалерии; 23 ноября 1916
- Павленко, Василий Дмитриевич; подпоручик; 27 января 1917 (посмертно)
- Павленков, Емельян Осипович; подполковник; № 2825; 20 февраля 1814
- Павленков, Илья Алексеевич; майор; № 7062; 4 декабря 1843
- Павленов, Василий Иванович; полковник; 14 октября 1917
- Павлинский, Филипп Игнатьевич; майор; № 8994; 1 февраля 1852
- Павлищев, Иван Васильевич; подполковник; № 2221; 26 ноября 1810
- Павлищев, Павел Иванович; полковник; № 5371; 6 декабря 1836
- Павлов; майор; № 2579; 9 мая 1813
- Павлов, Александр; капитан 3-го ранга; № 1429; 26 ноября 1802
- Павлов, Александр Александрович; генерал-лейтенант; 7 октября 1914
- Павлов, Алексей Иванович; майор; № 8995; 1 февраля 1852
- Павлов, Алексей Константинович; подполковник; 9 ноября 1915
- Павлов, Василий Ефимович; подпоручик; 11 декабря 1915
- Павлов, Василий Ефимович; полковник; 11 декабря 1915
- Павлов, Воин Яковлевич; полковник; № 5147; 1 декабря 1835
- Павлов, Вячеслав Михайлович; полковник; 4 апреля 1917
- Павлов, Даниил Павлович; подполковник; № 9425; 26 ноября 1854
- Павлов, Дмитрий; подполковник; № 1102; 26 ноября 1794
- Павлов, Дмитрий Александрович; подполковник; № 8683; 26 ноября 1851
- Павлов, Иван; майор; № 5852; 1 декабря 1838
- Павлов, Иван Никитич; полковник; № 8654; 26 ноября 1851
- Павлов, Иван Яковлевич; подполковник; № 5195; 1 декабря 1835
- Павлов, Максим Иванович; подполковник; № 3577; 16 декабря 1821
- Павлов, Никита; подполковник; № 3414; 15 февраля 1819
- Павлов, Николай; капитан; № 7133; 21 сентября 1844
- Павлов, Николай Дмитриевич; майор; № 2127; 26 ноября 1809
- Павлов, Николай Николаевич; капитан; 25 мая 1917 (посмертно)
- Павлов, Николай Фёдорович; поручик; 31 октября 1917 (посмертно)
- Павлов, Прокофий; поручик; № 7924; 26 ноября 1847
- Павлов, Прокофий Яковлевич; капитан; № 4166; 21 апреля 1828
- Павлов, Фёдор Васильевич; полковник; № 6243; 11 декабря 1840
- Павлов, Яков; майор; № 1455; 26 ноября 1802
- Павлович, Александр Николаевич; майор; № 7280; 17 декабря 1844
- Павлович, Антон Фердинандович; майор; № 6339; 11 декабря 1840
- Павлович, Иван Тимофеевич; подполковник; № 6007; 3 декабря 1839
- Павлович, Милован; майор сербской службы; 10 мая 1878
- Павловский, Гавриил Васильевич; майор; № 6302; 11 декабря 1840
- Павловский, Григорий Васильевич; майор; № 7288; 17 декабря 1844
- Павловский, Еким Иванович; подполковник; № 4828; 25 декабря 1833
- Павловский, Ефрем Васильевич; капитан; № 7329; 17 декабря 1844
- Павловский, Илья Константинович; поручик; 23 мая 1916
- Павловский, Лев Захарович; подполковник; № 5004; 3 декабря 1834
- Павловский, Матвей; подполковник; № 4468; 18 декабря 1830
- Павловский, Николай Иванович; подъесаул; 27 марта 1918
- Павловский, Павел Михайлович; генерал-майор; № 7148; 17 декабря 1844
- Павловский, Фёдор Адамович; полковник; № 4787; 25 декабря 1833
- Павловский, Ярослав Леонович; полковник; 11 марта 1915
- Павлуцкий, Михаил Федотович; подполковник; № 777; 26 ноября 1790
- Пагануццы, Сальватор Луизович; подполковник; № 8484; 26 ноября 1850
- Падейский, Фёдор Фёдорович; подполковник; № 1359; 26 ноября 1802
- Падосек, Павел Михайлович; штабс-капитан; 5 мая 1917
- Падчин, Пётр Архипович; штабс-капитан; 17 апреля 1916
- Паже, Александр Яковлевич; подпоручик; 1 апреля 1916
- Пажусь, Вацлав Людвигович; штабс-капитан; 9 сентября 1915
- Пазухин, Михаил Сергеевич; прапорщик; 25 сентября 1917
- Пайкуль, Антон Фёдорович; полковник; № 6745; 3 декабря 1842
- Пакентреер, Александр Викторович; поручик; 3 апреля 1917 (посмертно)
- Паламодов, Василий Леонтьевич; поручик; 15 марта 1917
- Пален, Дмитрий Фёдорович фон дер; секунд-майор; № 1006 (526); 26 ноября 1793
- Пален, Егор Карлович фон дер; майор; № 2462 (1095); 21 ноября 1812
- Пален, Иван Алексеевич фон дер; премьер-майор; № 105 (84); 7 апреля 1771
- Пален, Матвей Иванович фон дер; штабс-ротмистр; № 2064 (935); 17 февраля 1809
- Пален, Павел Петрович; генерал-майор; № 1823 (808); 23 ноября 1807
- Пален, Пётр Алексеевич фон дер; премьер-майор; № 58 (59); 1 ноября 1770
- Пален, Пётр Петрович; генерал-майор; № 1717 (703); 19 января 1807
- Палеолог, Анастасий Эммануилович; капитан 2-го ранга; № 2225; 26 ноября 1810
- Палеолог, Дмитрий Маркович; капитан 3-го ранга; № 4129; 26 ноября 1827
- Палеолог, Иван Николаевич; майор; № 7071; 4 декабря 1843
- Палеолог, Христофор Павлович; полковник; № 7570; 1 января 1847
- Палибин, Василий Фёдорович; подполковник; № 10064; 26 ноября 1857
- Палибин, Георгий Трофимович; секунд-майор; № 1123; 26 ноября 1794
- Палибин, Иван Никифорович; майор; № 1734 (720); 29 января 1807
- Палибин, Михаил Петрович; подполковник; № 10121; 26 ноября 1858
- Палибин, Никифор Львович; капитан 1-го ранга; № 218; 26 ноября 1773
- Палибин, Пётр Игнатьевич; полковник; № 1853; 26 ноября 1807
- Палицын, Владимир Иванович; полковник; № 2852; 13 марта 1814
- Палицын, Иван Иванович; в списках не значится, но во многих источниках указывается что он был кавалером 4-й степени, также с этим орденом изображён на известных портретах
- Палицын, Константин Николаевич; полковник; № 7402; 12 января 1846
- Палицын, Сергей Григорьевич; капитан-лейтенант; № 3136; 26 ноября 1816
- Палицын, Степан Силыч; капитан 1-го ранга; № 2329; 26 ноября 1811
- Палицын, Флеоген Силыч; капитан 1-го ранга; № 851; 26 ноября 1791
- Палкин, Пётр Фёдорович; капитан; № 5890; 1 декабря 1838
- Пальменбах, Иван Иванович (Пальмен, Густав-Мориц); генерал-поручик; № 78; 25 ноября 1770 (за выслугу 25 лет)
- Пальменбах, Евстафий Иванович; подполковник; № 566; 26 ноября 1788
- Пальский, Георгий Григорьевич; прапорщик; 31 октября 1917
- Панавин, Иван Антонович; майор; № 3349; 12 декабря 1817
- Панаев, Борис Аркадьевич; ротмистр; 7 октября 1914
- Панаев, Гурий Аркадьевич; штабс-ротмистр; 13 января 1915 (посмертно)
- Панаев, Лев Аркадьевич; ротмистр; 11 сентября 1915 (посмертно)
- Панаев, Николай Иванович; полковник; № 5387; 6 декабря 1836
- Панаиоти, Константин Михайлович; прапорщик; 7 февраля 1917
- Панаргин, Максим Павлович; поручик; 7 февраля 1917
- Панафидин, Михаил Михайлович; капитан-лейтенант; № 661 (346); 28 августа 1789
- Панафилло, Фёдор Анастасьевич (иногда ошибочно именуется как Папафило, Фёдор Христианович); капитан-лейтенант; № 1610; 26 ноября 1804
- Панин, Георгий Николаевич; прапорщик; 3 сентября 1916 (посмертно)
- Панин, Николай; полковник; № 24 (24); 27 августа 1770
- Панкевич, Арсений Олимпиевич; штабс-капитан; 31 июля 1917
- Панков, Иван Иванович; подпоручик; 6 января 1917 (посмертно)
- Панков, Михаил Афанасьевич; лейтенант; № 1903; 26 ноября 1807
- Панкратов, Онисим Петрович; подпоручик; 1 октября 1916
- Панкратьев, Александр Павлович; подполковник; № 8249; 26 ноября 1849
- Панкратьев, Алексей Васильевич; подполковник; 5 мая 1917
- Панкратьев, Пётр Прокофьевич; подполковник; № 901 (475); 18 марта 1792
- Панно, Егор; майор; № 3227; 26 ноября 1816
- Панов, Автоном Захарович; капитан; 31 октября 1917
- Панов, Александр Афанасьевич; капитан 3-го ранга; № 3240; 26 ноября 1816
- Панов, Андрей Евграфович; подполковник; № 3659; 13 февраля 1823
- Панов, Андрей Степанович; капитан; 25 сентября 1917
- Панов (Попов), Василий Иванович (Николаевич?); полковник; № 1141 (570); 1 января 1795
- Панов, Василий Михайлович; войсковой старшина; 3 ноября 1916
- Панов, Иван Герасимович; полковник; № 3184; 26 ноября 1816
- Панов, Михаил Павлович; подпоручик; 28 июля 1915
- Панов, Николай Афанасьевич; подполковник; № 7627; 1 января 1847
- Панов, Николай Максимович; полковник; № 4575; 16 декабря 1831
- Панов, Павел Петрович; поручик; 24 ноября 1917
- Панов, Фёдор Андреевич; полковник; № 8636; 26 ноября 1851
- Пантелеев, Александр Ильич; полковник; 5 мая 1878
- Пантелеев, Иван Сергеевич; подполковник; 13 января 1915
- Пантелеев, Иван Фёдорович; майор; № 4497; 18 декабря 1830
- Пантелеев, Илья Андреевич; генерал-майор; № 7150; 17 декабря 1844
- Пантелеев, Сергей Сергеевич; подполковник; 9 сентября 1915 (посмертно)
- Пантелеев, Степан Иванович; майор; № 2451 (1084); 12 ноября 1812
- Пантелеймонов, Георгий Михайлович; штабс-капитан; 14 июня 1915
- Пантениус, Фёдор Иванович; полковник; № 2388 (1022); 12 января 1812
- Пантюхов, Олег Иванович; полковник; 26 сентября 1916
- Панфилов, Александр Иванович; капитан 1-го ранга; № 7949; 26 ноября 1848
- Панфилов, Николай Павлович; прапорщик; 29 октября 1917 (посмертно)
- Панфилов, Пётр Петрович; ротмистр; № 7323; 17 декабря 1844
- Панфилов, Потап Панфилович; поручик; № 8833; 26 ноября 1851
- Панцербитер, Карл Карлович; полковник; № 2485 (1118); 23 декабря 1812
- Панчулидзев, Евгений Алексеевич; поручик; 1 января 1878
- Панчулидзев, Иван Давидович; генерал-майор; № 2314; 26 ноября 1811
- Панчулидзев, Семён Давидович; полковник; № 1628 (658); 12 января 1806
- Паншин, Григорий Александрович; подпоручик; 25 сентября 1917
- Паньковский, Пётр Кириллович; подполковник; № 8961; 1 февраля 1852
- Паньшин, Александр Николаевич; поручик; 26 января 1917
- Панютин, Василий Константинович; генерал-майор; № 6193; 11 декабря 1840
- Панютин, Всеволод Фёдорович; полковник; 31 января 1878
- Панютин, Мефодий Петрович; капитан 2-го ранга; № 6563; 5 декабря 1841
- Панютин, Николай Сергеевич; подполковник; № 6273; 11 декабря 1840
- Панюшкин, Алексей Иванович; капитан; 31 марта 1916
- Панюшкин, Иван Иванович; поручик; 31 июля 1917
- Панюшкин, Сергей Иванович; капитан; 31 октября 1916 (посмертно)
- Паолини, Джузеппе; генерал-майор итальянской службы; 1916
- Папаегоров, Дмитрий Егорович; капитан-лейтенант; № 9978; 26 ноября 1856
- Папаегоров, Егор Дмитриевич; капитан-лейтенант; № 2360; 26 ноября 1811
- Папандопуло, Спилий (Спиридон) Анастасьевич; капитан-лейтенант; № 1602; 26 ноября 1804
- Папандопуло, Христофор Егорович; майор; № 7495; 12 января 1846
- Папаставро, Иван Дмитриевич; капитан-лейтенант; № 1612; 26 ноября 1804
- Папафилов, Михаил Дмитриевич; капитан; № 8302; 26 ноября 1849
- Папахристо, Григорий Аргирович; капитан-лейтенант; № 3689; 13 февраля 1823
- Папенгут, Павел Оскарович; генерал-лейтенант; 4 ноября 1914
- Папкевич-Левицкий, Павел Андреевич; майор; № 10075; 26 ноября 1857
- Папков, Николай Поликарпович; подполковник; № 8040; 26 ноября 1848
- Папков, Сергей Ипполитович; поручик; 14 июня 1915
- Папп, Франц; полковник австрийской службы; № 3024; 24 сентября 1815
- Папе, Александр фон; генерал-лейтенант прусской службы; 27 декабря 1870
- Папсуев, Владимир Кондратьевич; подпоручик; 25 мая 1917 (посмертно)
- Папченков, Порфирий Николаевич; подпоручик; 12 июня 1917
- Папчинский, Владимир Иванович; подполковник; 25 сентября 1917
- Папчинский, Иван Павлович; майор; № 10068; 26 ноября 1857
- Папчинский, Пётр Павлович; полковник; № 8384; 26 ноября 1850
- Парада; волонтер, капитан испанской службы; № 632 (317); 14 апреля 1789
- Парадовский, Александр Осипович; генерал-майор; № 5521; 29 ноября 1837
- Парадовский, Карл Осипович; подполковник; № 5414; 6 декабря 1836
- Парадовский, Феликс Осипович; полковник; № 1631 (661); 12 января 1806
- Парамонов, Пётр Михайлович; подпоручик; 5 ноября 1916
- Парапанович, Александр Иванович; майор; № 9189; 26 ноября 1853
- Паренсов, Дмитрий Тихонович; генерал-майор; № 4053; 26 ноября 1827
- Париано, Василий Гаврилович; капитан-лейтенант; № 1619; 26 ноября 1804
- Париано, Константин Васильевич; капитан; № 4610; 16 декабря 1831
- Парминг, Павел; полковник; 30 декабря 1919
- Пароменский (Пороменский), Николай; поручик; 30 декабря 1919 (посмертно)
- Парре, Герман; прапорщик; 5 ноября 1915
- Парский, Дмитрий Павлович; генерал-лейтенант; 2 июня 1915
- Парсман, Андрей Яковлевич; капитан; 10 июня 1916
- Паруцкий, Михаил Васильевич; старший лейтенант; 26 декабря 1916
- Парфацкий, Аполлон Андреевич; генерал-майор; № 4761; 25 декабря 1833
- Парфацкий, Куард Андреевич; майор; № 5046; 3 декабря 1834
- Парфенко, Роман Прокофьевич; капитан; № 7349; 17 декабря 1844
- Парфёнов, Агапий Парфеньевич; капитан; № 9866; 26 ноября 1855
- Парфёнов, Александр Васильевич; поручик; 13 ноября 1916 (посмертно)
- Парфёнов, Никита Иванович; подполковник; № 9157; 26 ноября 1853
- Парфентьев, Илья; подполковник; № 602 (286); 14 апреля 1789
- Пархамович, Никита Григорьевич; подпоручик; № 5087; 3 декабря 1834
- Пархомов, Дмитрий Николаевич; полковник; 24 апреля 1915
- Пархомович, Михаил Кузьмич; подполковник; 26 августа 1916
- Парчевский, Александр Александрович; генерал-майор; 26 декабря 1877
- Парчевский, Иван Антонович; ротмистр; № 7092; 4 декабря 1843
- Парчевский, Игнатий Константинович; секунд-майор; № 1200 (631); 26 ноября 1795
- Парчевский, Павел Антонович; генерал-лейтенант; 9 мая 1915
- Паршин, Леонид Филиппович; штабс-капитан; 10 июня 1916
- Пасальский, Иосиф Францевич; подполковник; № 9282; 4 января 1854
- Паскаль, Василий; полковник; № 1472; 15 декабря 1802
- Паскевич, Иван Фёдорович; полковник; № 2181 (968); 7 июля 1810
- Паскевич, Константин Фёдорович; полковник; № 4530; 19 апреля 1831
- Паскевич, Степан Фёдорович; капитан; № 2283 (990); 14 декабря 1810
- Паскин, Пётр Алексеевич; генерал-майор; № 6695; 3 декабря 1842
- Паславский, Владимир Владимирович; подпоручик; 24 апреля 1915
- Пассек, Валериан Васильевич; полковник; № 8865; 1 февраля 1852
- Пассек, Диомид Васильевич; полковник; № 7125; 25 февраля 1844
- Пастунов, Андрей Фёдорович; подполковник; № 8257; 26 ноября 1849
- Пастухов, Константин Дмитриевич; подъесаул; 13 января 1915
- Пастухов, Яков Алексеевич; подполковник; № 9776; 26 ноября 1855
- Пасхали, Антон Павлович; капитан-лейтенант; № 2365; 26 ноября 1811
- Пасхали, Иван Маркович; подполковник; № 8222; 26 ноября 1849
- Пасхальский, Иван Михайлович; полковник; № 7197; 17 декабря 1844
- Пасынков, Николай Фёдорович; капитан 1-го ранга; № 1411; 26 ноября 1802
- Патаниоти, Константин Юрьевич; капитан 2-го ранга; № 1862; 26 ноября 1807
- Патаниоти, Николай Юрьевич; лейтенант; № 2281; 26 ноября 1810
- Патковский, Лаврентий Игнатьевич[1]; полковник; № 4439; 18 декабря 1830
- Паткуль, Владимир Григорьевич фон; полковник; № 2923; 28 апреля 1814
- Паткуль, Карл Васильевич; полковник; № 3345; 12 декабря 1817
- Паткуль, Рейнгольд Людвиг фон; премьер-майор; № 1 (1); 3 февраля 1770
- Патон, Пётр Иванович; полковник; № 5533; 29 ноября 1837
- Патрик, Лаврентий Иванович; капитан-лейтенант; № 3424; 15 февраля 1819
- Патроцкий-Павлоцкий, Семён Никитич; капитан; № 5889; 1 декабря 1838
- Паулуччи, Амилькар Карлович; полковник; № 8870; 1 февраля 1852
- Паулуччи, Филипп Осипович; генерал-майор; № 2068 (939); 7 мая 1809
- Пауль Фридрих Мекленбург-Шверинский; 26 ноября 1871
- Пауль-де-Шардон, Карл Николаевич; капитан; № 68 (69); 1 ноября 1770
- Паульсон, Иван Павлович; майор; № 1525; 26 ноября 1803
- Пафенгольц, Август Губертович; подполковник; № 6036; 3 декабря 1839
- Пахомов, Даниил Васильевич; секунд-майор; № 1268; 26 ноября 1795
- Пахомов, Дмитрий Алексеевич; майор; № 6827; 3 декабря 1842
- Пахомов, Николай Матвеевич; подъесаул; 10 ноября 1916
- Пахомов, Пётр Алексеевич; подполковник; № 9400; 26 ноября 1854
- Пахомов-Воронцов, Роман Афанасьевич; капитан; № 6879; 3 декабря 1842
- Пацапай, Яков Федотович; полковник; 24 апреля 1915 (посмертно)
- Пацвер, Сергей Кузьмич; поручик; 10 ноября 1916
- Пацевич, Иван (Иванович?); подполковник; № 7462; 12 января 1846
- Пацевич, Михаил Григорьевич; полковник; 3 февраля 1915
- Пацовский, Андрей Григорьевич; полковник; № 4407; 6 августа 1830
- Паш, Уильям; премьер-майор; № 420; 26 ноября 1785
- Пашенный, Степан Александрович; надворный советник; № 5250; 1 декабря 1835
- Пашин, Владимир Яковлевич; прапорщик; 21 июня 1915
- Пашин, Сергей Иванович; подполковник; ВП от 09.03.1915
- Пашинников, Александр Николаевич; подполковник; № 9155; 26 ноября 1853
- Пашинников, Михаил Николаевич; капитан, смотритель Стрелинского дворца; № 9495; 26 ноября 1854, за «выслугу 25 лет в офицерских чинах»[2]
- Пашкевич, Андрей Ильич; подполковник; № 9763; 26 ноября 1855
- Пашкевич, Дементий Станиславович; подполковник; № 7210; 17 декабря 1844
- Пашков, Михаил Васильевич; генерал-майор; № 7938; 26 ноября 1848
- Пашковский, Евгений Александрович; генерал-майор; 18 сентября 1916
- Пашковский, Михаил Францевич; полковник; № 8611; 26 ноября 1851
- Пашковский, Сигизмунд Станиславович; поручик; 5 мая 1878
- Пащенко, Алексей Григорьевич; полковник; 13 февраля 1905
- Пащенко, Иоанникий Дмитриевич; поручик; 5 мая 1878
- Пащенко, Лев Корнеевич; подполковник; № 2621; 4 августа 1813
- Пащенко, Семён Васильевич; майор; № 5856; 1 декабря 1838
- Пащенко, Степан Даниилович; капитан; № 5077; 3 декабря 1834

## Пе
- Певцов, Алексей Семёнович; капитан-лейтенант; № 8325; 26 ноября 1849
- Певцов, Андрей Васильевич; капитан-лейтенант; № 655 (340); 22 августа 1789
- Певцов, Егор Клементьевич; капитан 2-го ранга; № 3055; 26 ноября 1816
- Певцов, Никифор; майор; № 5313; 1 декабря 1835
- Певцов, Никифор Клементьевич; капитан 1-го ранга; № 3132; 26 ноября 1816
- Певцов, Павел Егорович; подполковник; № 5999; 3 декабря 1839
- Певцов, Семён Игнатьевич; капитан 3-го ранга; № 2371; 26 ноября 1811
- Пегелов, Александр Данилович; лейтенант; № 3274; 26 ноября 1816
- Педрейс (Де-Прейс), Авраам; майор; № 147 (126); 3 августа 1771
- Педяш, Василий Тимофеевич; подполковник; № 5666; 1 декабря 1838
- Педяш, Яков Васильевич; полковник; № 8432; 26 ноября 1850
- Пезаровиус, Пётр Павлович; подполковник; № 4107; 26 ноября 1827
- Пейкер, Александр Эммануилович; генерал-майор; № 3484; 6 июня 1821
- Пейкер, Карл Карлович; полковник № 4214; 25 декабря 1828
- Пейкер, Павел Александрович; полковник; № 8655; 26 ноября 1851
- Пейович, Четко; капитан княжеской гвардии черногорской службы; 26 февраля 1879
- Пейч, Яков Фёдорович; подполковник; № 7242; 17 декабря 1844
- Пекин, Авраам Афанасьевич; капитан 1-го ранга; № 849; 26 ноября 1791
- Пелевин, Иван Антонович; майор; № 6620; 5 декабря 1841
- Пелехатюк, Николай Данилович; штабс-капитан; 31 октября 1917
- Пелит, Карл Христофорович; поручик; 28 августа 1917
- Пелишенко, Евгений Иванович; поручик; 29 апреля 1917
- Пеллегрини, Иван; майор; № 651 (336); 22 августа 1789
- Пеллисьер, Иван Адамович; капитан-лейтенант; № 662 (347); 28 августа 1789
- Пелякин, Александр Егорович; штабс-капитан; № 8828; 26 ноября 1851
- Пенике, Мартын Мартынович; капитан; 23 сентября 1915
- Пенкержевский, Егор Лаврентьевич; полковник; № 5933; 3 декабря 1839
- Пеноп, Виктор Оскарович; поручик; 19 ноября 1916 (посмертно)
- Пенский, Иван Иванович; полковник; № 2806; 22 января 1814
- Пенский, Платон Иванович; полковник; № 3189; 26 ноября 1816
- Пентко, Пётр Александрович; штабс-капитан; 31 июля 1917
- Пенхержевский, Александр Лаврентьевич; штабс-капитан; № 2879; 13 марта 1814
- Пенчельский, Балтазар Зигмунтович; ротмистр; № 3749; 26 ноября 1823
- Пеньков, Михаил Павлович; подпоручик; 3 сентября 1916
- Пеньковский, Владимир Станиславович; подпоручик; 26 августа 1916
- Пепеляев, Анатолий Николаевич; штабс-капитан; 27 января 1917
- Пепин, Андрей Михайлович; полковник; 21 июня 1915 (посмертно)
- Пепкин, Николай Иванович; подполковник; № 8699; 26 ноября 1851
- Первозванский, Владимир Павлович; штабс-капитан; 3 февраля 1915
- Первушин, Михаил Григорьевич; генерал-майор; 12 октября 1916
- Первышин, Николай Алексеевич; подпоручик; 21 сентября 1915
- Пере, Эдуард Тевлоевич; прапорщик; 25 мая 1916 (посмертно)
- Перебилло, Владимир Петрович; прапорщик; 17 октября 1915
- Перевощиков, Алексей Терентьевич; подполковник; № 6791; 3 декабря 1842
- Передерий, Иван Хрисантьевич; подпоручик; 3 апреля 1917 (посмертно)
- Перекомский, Авив Михайлович; лейтенант; № 9541; 6 декабря 1854
- Перекрестов, Александр Васильевич; подполковник; № 6001; 3 декабря 1839
- Перелешин, Владимир Платонович; капитан-лейтенант; 28 июля 1877
- Перелешин, Михаил Александрович; капитан 2-го ранга; № 9533; 6 декабря 1854
- Перелешин, Павел Александрович; капитан 1-го ранга; № 9656; 26 ноября 1855
- Перелешин, Фёдор Петрович; премьер-майор; 570; 26 ноября 1788
- Перепечаев, Степан Григорьевич; капитан; 23 января 1917
- Перепечин, Иван Михайлович; капитан-лейтенант; № 132 (111); 9 июля 1771
- Пересветов, Григорий Дмитриевич; полковник; № 1311; 26 ноября 1802
- Пересления, Михаил Иванович; майор; № 3996; 26 ноября 1826
- Пересмытский, Василий Афанасьевич; майор; № 1866; 26 ноября 1807
- Перет, Пётр; секунд-майор; № 170 (149); 13 ноября 1771
- Пержхайло, Августин Антонович; полковник; 26 апреля 1915
- Пержхайло, Отто Казимирович; майор; № 8279; 26 ноября 1849
- Перлик, Иван Максимович; капитан; 27 января 1907
- Перович-Негуш, Божидар; воевода черногорской службы; 12 апреля 1877
- Перовский, Василий Алексеевич; полковник; № 4146; 15 июня 1828
- Перрен, Пётр Яковлевич; генерал-майор; № 3880; 26 ноября 1826
- Перрен, Яков Яковлевич; полковник; № 4075; 26 ноября 1827
- Перрет, Евгений Васильевич; полковник; 25 сентября 1917
- Перский, Григорий Иванович; поручик; № 6 (6); 12 марта 1770
- Перский, Михаил Степанович; генерал-майор; № 3441; 26 ноября 1819
- Перской, Тимофей Гаврилович; капитан-лейтенант; № 532 (254); 22 июля 1788
- Перфильев, Николай Михайлович; прапорщик; 25 сентября 1917 (посмертно)
- Перфильев, Николай Николаевич; поручик; 14 июня 1915
- Перфильев, Степан Васильевич; генерал-лейтенант; № 7931; 26 ноября 1848
- Перфильев, Тимофей Ермолаевич; подполковник; № 5611; 29 ноября 1837
- Перхуров, Александр Петрович; полковник; 29 августа 1916
- Перхуров, Анфиноген Ильич[3]; капитан-лейтенант; № 1672; 5 февраля 1806
- Перхуров, Самуил Ефимович (Михайлович); подпоручик; № 121 (100); 12 мая 1771
- Перцев, Иван Иванович; генерал-майор; 27 января 1917
- Перцев, Иван Николаевич; прапорщик; 4 февраля 1917 (посмертно)
- Перцев, Пётр Васильевич; капитан; № 9255; 26 ноября 1853
- Першин, Иван Иванович; поручик; 3 сентября 1916
- Першин, Пётр Иванович; подполковник; № 1909 (815); 1 декабря 1807
- Пестель, Владимир Иванович; генерал-майор; № 6691; 3 декабря 1842
- Пестич, Филимон Васильевич; капитан; № 9888; 28 декабря 1855
- Пестов, Василий; премьер-майор; № 1196 (626); 26 ноября 1795
- Пестов, Евграф; капитан-лейтенант; № 2259; 26 ноября 1810
- Пестов, Пётр; капитан-лейтенант; № 3244; 26 ноября 1816
- Пестряков, Гавриил Иванович; поручик; № 9521; 26 ноября 1854
- Петахин, Сергей Васильевич; подпоручик; 3 апреля 1917 (посмертно)
- Петелин, Михаил Харлампиевич; подпоручик; 31 июля 1917
- Петен, Анри Филипп; генерал-лейтенант французской службы; 18 апреля 1916
- Петериков, Василий Ильич; полковник; № 3141; 26 ноября 1816
- Петерс, Александр Фридрихович фон; генерал-майор; 28 апреля 1878
- Петерс, Евгений Борисович; штабс-капитан; 31 июля 1917
- Петерс, Эрнст Карлович; полковник; № 9675; 26 ноября 1855
- Петерсен, Иван Фёдорович; полковник; № 3396; 15 февраля 1819
- Петерсон, Александр Христофорович; действительный тайный советник; № 2983; 8 января 1815
- Петерсон, Егор Иванович фон; майор; № 3356; 12 декабря 1817
- Петерсон, Иван Даниилович; подполковник; № 8499; 26 ноября 1850
- Петерсон, Фёдор Данилович; подполковник; № 6283; 11 декабря 1840
- Петин, Иван Александрович; полковник; № 2752; 10 декабря 1813
- Петин, Павел Николаевич; капитан; № 8106; 26 ноября 1848
- Петкевич, Николай Антонович; подпоручик; 23 сентября 1916 (посмертно)
- Пётр Черногорский, принц; 27 ноября 1914
- Петраш, Александр Иванович; майор; № 7667; 1 января 1847
- Петрашевич, Николай Александрович; штабс-капитан; 29 августа 1916
- Петренко, Алексей Николаевич; капитан; 7 ноября 1915 (посмертно)
- Петренко, Денис Никифорович; штабс-капитан; 12 ноября 1917
- Петренко, Пётр Емельянович; майор; № 7069; 4 декабря 1843
- Петренко, Степан Романович; подполковник; № 6548; 5 декабря 1841
- Петржкевич, Александр Карлович; ротмистр; 17 апреля 1915 (посмертно)
- Петриев, Яков Степанович; подполковник; № 6514; 5 декабря 1841
- Петрини, Николай; капитан; № 9509; 26 ноября 1854
- Петров, Александр Данилович; подполковник; 5 мая 1917
- Петров, Александр Иванович; ротмистр; № 5643; 29 ноября 1837
- Петров, Александр Карпович; подпоручик; 5 апреля 1878
- Петров, Алексей Григорьевич; подполковник; № 7790; 26 ноября 1847
- Петров, Андрей Григорьевич; подполковник; № 9152; 26 ноября 1853
- Петров, Андрей Ефимович; капитан; № 9913; 7 апреля 1856
- Петров, Артемий Иванович; майор; № 7276; 17 декабря 1844
- Петров, Борис Константинович; поручик; 26 января 1917
- Петров, Борис Николаевич; штабс-капитан; 5 мая 1917 (посмертно)
- Петров, Василий Алексеевич; майор; № 9432; 26 ноября 1854
- Петров, Василий Алексеевич; майор; № 7300; 17 декабря 1844
- Петров, Василий Васильевич; полковник; 25 сентября 1917
- Петров, Василий Петрович; генерал-майор; № 6700; 3 декабря 1842
- Петров, Василий Феоктистович; капитан; № 9009; 1 февраля 1852
- Петров, Виктор Александрович; майор; № 9288; 6 февраля 1854
- Петров, Георгий Георгиевич; прапорщик; 25 ноября 1916 (посмертно)
- Петров, Георгий Николаевич; поручик; 26 января 1917 (посмертно)
- Петров, Григорий Ананьевич; подполковник; № 5215; 1 декабря 1835
- Петров, Григорий Григорьевич; майор; № 7857; 26 ноября 1847
- Петров, Даниил; полковник; № 1346; 26 ноября 1802
- Петров, Даниил Петрович; майор; № 8776; 26 ноября 1851
- Петров, Евгений Петрович; подпоручик; 28 июля 1917
- Петров, Иван; штабс-капитан; № 7920; 26 ноября 1847
- Петров, Иван Александрович; подпоручик; 25 сентября 1917
- Петров, Иван Андреевич; полковник; 26 января 1917
- Петров, Иван Афанасьевич; капитан; № 8819; 26 ноября 1851
- Петров, Иван Матвеевич; полковник; № 3445; 26 ноября 1819
- Петров, Иван Михайлович; капитан-лейтенант; № 3525; 6 июня 1821
- Петров, Иосиф Алексеевич; подполковник; 6 января 1917
- Петров, Леонид Васильевич; поручик; 13 октября 1916
- Петров, Михаил Георгиевич; корнет; 15 января 1917 (посмертно)
- Петров, Михаил Матвеевич; майор; № 2505 (1138); 23 декабря 1812
- Петров, Нефед Петрович; капитан; № 9232; 26 ноября 1853
- Петров, Никита; капитан; № 8314; 26 ноября 1849
- Петров, Николай Александрович; подпоручик; 3 сентября 1916
- Петров, Николай Васильевич; полковник; № 7575; 1 января 1847
- Петров, Павел Александрович; капитан; 25 июня 1916
- Петров, Павел Ефимович[4]; полковник; № 5547; 29 ноября 1837
- Петров, Павел Иванович; полковник; № 4789; 25 декабря 1833
- Петров, Павел Иванович; полковник; 25 ноября 1916
- Петров, Павел Михайлович; подполковник; № 5209; 1 декабря 1835
- Петров, Пётр Фёдорович; капитан корпуса морской артиллерии; № 9481; 26 ноября 1854, за «выслугу 25 лет в офицерских чинах»[2]
- Петров, Савва; подполковник; № 381; 26 ноября 1783
- Петров, Сергей Андреевич; лейтенант; 28 ноября 1916
- Петров, Фёдор Андреевич; полковник; 4 марта 1917
- Петров, Фёдор Николаевич; подполковник; 3 февраля 1915
- Петрович, Воин Иванович; подполковник; № 527 (249); 15 июля 1788
- Петрович, Перо; капитан княжеской гвардии черногорской службы; 26 февраля 1879
- Петрович, Рафаил; подполковник; № 757 (404); 26 ноября 1790
- Петровский, Александр Владимирович; штабс-капитан; 24 ноября 1917
- Петровский, Андрей Андреевич; капитан; № 2798; 20 января 1814
- Петровский, Арсений Петрович; капитан; 17 октября 1915
- Петровский, Владимир Михайлович; подпоручик; 11 декабря 1915 (посмертно)
- Петровский, Григорий; майор; № 8078; 26 ноября 1848
- Петровский, Дмитрий Васильевич; подполковник; № 6012; 3 декабря 1839
- Петровский, Евгений Иванович; капитан; 4 марта 1917
- Петровский, Иван Николаевич; ротмистр; № 8145; 12 августа 1849
- Петровский, Игнатий Герасимович; прапорщик; 13 марта 1915
- Петровский, Козьма Тимофеевич; полковник; 13 января 1915
- Петровский, Михаил Иванович; майор; № 6093; 3 декабря 1839
- Петровский, Онуфрий Иванович; полковник; № 10045; 26 ноября 1857
- Петровский, Пётр; поручик; 21 октября 1916
- Петровский, Фёдор Моисеевич; подполковник; № 6530; 5 декабря 1841
- Петрово-Соловово, Фёдор Николаевич; поручик; № 675 (360); 26 ноября 1789
- Петрожицкий, Иван Иосифович; прапорщик; 31 июля 1917
- Петропавловский, Александр Дмитриевич; капитан; 30 декабря 1915
- Петрулин, Яков Васильевич; поручик; № 2436 (1069); 4 сентября 1812
- Петрусевич, Григорий Даниилович; полковник; № 8414; 26 ноября 1850
- Петруш (Петруша), Николай Андреевич; полковник; 24 октября 1904
- Петрушевский, Михаил Фомич; генерал-лейтенант; 1877
- Петрушин, Алексей Иванович; подполковник; 25 сентября 1917
- Петрыгин, Пётр Алексеевич; подполковник; № 3113; 26 ноября 1816
- Петтош, Густав Андреевич; подполковник; № 5438; 6 декабря 1836
- Петухов, Борис Николаевич; подполковник; 23 января 1917 (посмертно)
- Петухов, Василий; полковник; № 5398; 6 декабря 1836
- Петухов, Иван Ильич; полковник; № 9092; 26 ноября 1853
- Петухов, Николай Филиппович; капитан; 29 сентября 1915
- Пеутлинг, Александр Александрович; майор; № 117 (96); 12 мая 1771
- Пеутлинг, Андрей; подполковник; № 14 (14); 27 июля 1770
- Пеутлинг, Андрей Александрович; полковник; № 4570; 16 декабря 1831
- Пехливанов, Иордан Георгиевич; подполковник; 31 июля 1917
- Пехотинский, Пётр Семёнович; подполковник; № 5246; 1 декабря 1835
- Печенев, Михаил Владимирович; поручик; 21 марта 1915
- Печенкин, Василий Михайлович; полковник; 9 сентября 1915
- Печенов, Михаил Фёдорович; подполковник; 25 ноября 1916
- Печёрин, Сергей Пантелеевич; подполковник; № 4585; 16 декабря 1831
- Печерский, Фёдор Иванович; подполковник; № 1922 (828); 5 февраля 1808
- Печинский, Антон Григорьевич; майор; № 5259; 1 декабря 1835
- Печинский, Иван Иванович; подпоручик; 18 октября 1917 (посмертно)
- Печковский, Николай Осипович; подполковник; № 7449; 12 января 1846
- Пешковский, Антон Антонович; штабс-капитан; 26 августа 1916
- Пешковский, Иван Николаевич; прапорщик; 8 июля 1915
- Пещанский, Григорий Дмитриевич; майор; № 2502 (1135); 23 декабря 1812

## Пи
- Пиварович, Пётр Михайлович; майор; № 3470; 26 ноября 1819
- Пивоваров, Иван Григорьевич; полковник; № 7579; 1 января 1847
- Пивоваров, Фаддей Григорьевич; майор; № 10071; 26 ноября 1857
- Пивоварский, Казимир Войцехович; капитан; 29 мая 1915 (посмертно)
- Пидварко, Иван Тимофеевич; прапорщик; 21 октября 1916 (посмертно)
- Пиерий, Николай Юрьевич; поручик; № 161 (140); 5 октября 1771
- Пиковец, Исаак Кондратьевич; штабс-капитан; 19 ноября 1916
- Пиленко, Георгий Георгиевич; подпоручик; 30 октября 1877
- Пилиев, Григорий Джанспиевич; капитан; 10 июня 1916
- Пилкин, Владимир Константинович; лейтенант; 7 августа 1906
- Пилкин, Павел Фёдорович; капитан 3-го ранга; № 3683; 13 февраля 1823
- Пиллар, Егор Максимович; полковник; № 1742 (728); 28 марта 1807
- Пиллар-фон-Пилькау, Густав Фёдорович; полковник; № 4544; 11 сентября 1831
- Пиллар-фон-Пилькау, Карл Фёдорович; генерал-майор; № 4528; 19 апреля 1831
- Пиллар-фон-Пилькау, Фёдор Густавович; поручик; № 9885; 14 декабря 1855
- Пиль, Иван Алферьевич; генерал-майор; № 324; 26 ноября 1781
- Пильберг, Густав Карлович; подполковник; 24 мая 1916
- Пильгарт, Андрей Михайлович; капитан 2-го ранга; № 3438; 24 марта 1819
- Пилюскин, Александр Маркович; капитан; № 5892; 1 декабря 1838
- Пименов, Василий Николаевич; генерал-майор; 28 августа 1917 (посмертно)
- Пимонов, Никита Григорьевич; капитан; 22 марта 1917 (посмертно)
- Пинабель, Людвиг Иванович; генерал-майор; № 4423; 18 декабря 1830
- Пинка, Арнольд Мартынович; штабс-капитан; 11 сентября 1917
- Пинкорнелли, Николай Фёдорович; полковник; № 9373; 26 ноября 1854
- Пинкорнелли, Пётр Фёдорович; полковник; № 6949; 4 декабря 1843
- Пионтковский, Иван Николаевич; полковник; 17 мая 1915
- Пиотровский, Антон Иванович; капитан; № 10005; 26 ноября 1856
- Пиотровский, Николай Николаевич; капитан; 11 августа 1917
- Пиотровский, Эдуард Францевич; полковник; 19 мая 1915
- Пипер, Пётр фон; подполковник; № 289; 26 ноября 1775
- Пиппен, Корнилий Яковлевич; подполковник; № 1658; 5 февраля 1806
- Пирадов, Андрей Осипович; майор; № 9565; 28 декабря 1854
- Пиралов, Омар Ахмет-хан; ротмистр; 6 июля 1915
- Пире-Бихейн, Евгений; фельдмаршал-лейтенант австрийской службы; 14 августа 1874
- Пирогов, Василий Иванович; подполковник; № 9736; 26 ноября 1855
- Пирогов, Ипполит Иванович; генерал-майор; № 3028; 26 ноября 1816
- Пирятинский, Александр Григорьевич; подполковник; № 3961; 26 ноября 1826
- Пирятинский, Иван; майор; № 5281; 1 декабря 1835
- Писанко, Алексей Алексеевич; капитан; 3 февраля 1915 (посмертно)
- Писанко, Георгий Алексеевич; штабс-капитан; 4 марта 1917 (посмертно)
- Писарев, Александр Александрович; генерал-майор; № 2572; 9 мая 1813
- Писарев, Алексей Авраамович; прапорщик; 20 мая 1915
- Писарев, Арсений Петрович; подпоручик; 1 февраля 1917 (посмертно)
- Писарев, Валериан Леонидович; подпоручик; 31 июля 1917
- Писарев, Михаил; лейтенант; № 3260; 26 ноября 1816
- Писарев, Николай Владимирович; капитан; 13 ноября 1916
- Писаревский, Иван Герасимович; капитан; № 7095; 4 декабря 1843
- Писаревский, Сергей Петрович; лейтенант; 8 сентября 1877
- Писаревский, Фёдор Герасимович; капитан; № 7094; 4 декабря 1843
- Писаренко, Александр Иванович; подпоручик; 25 сентября 1917 (посмертно)
- Писаренко, Иван Алексеевич; майор; № 6347; 11 декабря 1840
- Писаренко, Павел Ефимович; майор; № 8983; 1 февраля 1852
- Пискарёв, Пётр Степанович; майор; № 8519; 26 ноября 1850
- Пискорский, Герасим Акимович (Екимович); майор; № 7070; 4 декабря 1843
- Пискун, Иван Андреевич; прапорщик; 17 апреля 1915
- Пистолькорс, Вильгельм Иванович фон; подполковник; № 8685; 26 ноября 1851
- Пистолькорс, Карл; полковник; № 6461; 5 декабря 1841
- Пистолькорс, Карл Васильевич; подполковник; № 5582; 29 ноября 1837
- Пиуновский, Евгений Евгеньевич; капитан; 13 января 1915 (посмертно)
- Пихельбаум, Вольдемар-Людвиг-Макс Михелевич; штабс-капитан; 31 октября 1917
- Пихельштейн, Викентий Станиславович; подполковник; № 5578; 29 ноября 1837
- Пихельштейн, Иван Станиславович; подполковник; № 6278; 11 декабря 1840
- Пичугин, Аристарх Петрович; капитан; № 5078; 3 декабря 1834
- Пичугин, Пармен Петрович; штабс-капитан; № 6157; 3 декабря 1839
- Пищевич, Ефим Степанович; премьер-майор; № 1253; 26 ноября 1795
- Пищевич, Иван Семёнович; капитан; № 883 (457); 19 февраля 1792
- Пищевич, Лазарь Степанович; майор; № 1668; 5 февраля 1806
- Пищевич, Семён Степанович; полковник; № 107 (86); 12 апреля 1771
- Пищолко, Николай Андрианович; полковник; 13 ноября 1916
- Пищулин, Николай Осипович; подполковник; № 8911; 1 февраля 1852

## Пл
- Плавинский, Генрих Михайлович; прапорщик; 3 июля 1915 (посмертно)
- Плаксин, Иван Семёнович; полковник; № 8184; 26 ноября 1849
- Плаксовский, Николай Дмитриевич; подполковник; № 7249; 17 декабря 1844
- Пламенац, Илья; воевода черногорской службы; 12 апреля 1877
- Платер, Антон Иванович; майор; № 3740; 26 ноября 1823
- Платер, Григорий Иванович фон; капитан-лейтенант; № 3251; 26 ноября 1816
- Платер, Густав Иванович; капитан-лейтенант; № 2271; 26 ноября 1810
- Платер, Фёдор Иванович фон; лейтенант; № 2374; 26 ноября 1811
- Платов, Матвей Иванович; полковник; № 595 (278); 14 апреля 1789
- Платов, Матвей Матвевич; подполковник; 1812 (в кавалерских списках не значится, но в прочих источниках этот орден отмечен)
- Платов, Степан Иванович; войсковой старшина; № 2525 (1158); 31 декабря 1812
- Платонов, Андрей Павлович; полковник; 15 октября 1916
- Платонов, Иван Андреевич; есаул; 13 октября 1914
- Платонов, Иван Егорович; капитан; № 2726; 20 октября 1813
- Платонов, Осип Тимофеевич; подполковник; № 3114; 26 ноября 1816
- Платцов, Павел Прокофьевич; полковник; № 2212; 26 ноября 1810
- Плаутин, Николай Фёдорович; полковник; № 4285; 5 октября 1829
- Плахотников, Григорий Данилович; поручик; 1 сентября 1915
- Плевако-Мацкович, Григорий; прапорщик; 24 ноября 1916
- Плеве, Павел Адамович; генерал от кавалерии; 18 сентября 1914
- Плевоский, Михаил Васильевич; подполковник; № 4099; 26 ноября 1827
- Племянников; майор; № 2841; 26 февраля 1814
- Племянников, Алексей Михайлович; капитан 1-го ранга; № 619 (303); 14 апреля 1789
- Плен, Иван Михайлович; полковник; 22 декабря 1917
- Плёнкин, Иван; майор; № 3348; 12 декабря 1817
- Плескачевский, Евграф Никитич; подполковник; № 6059; 3 декабря 1839
- Плескачевский, Николай Васильевич; подпоручик; 17 октября 1916
- Плескачевский, Яков Васильевич; подполковник; № 7608; 1 января 1847
- Плетенёв, Евграф Сергеевич; майор; № 7082; 4 декабря 1843
- Плетенев, Николай Сергеевич; подполковник; № 4599; 16 декабря 1831
- Плетенев, Павел Сергеевич; капитан 2-го ранга; № 6300; 11 декабря 1840
- Плетенев, Сергей Сергеевич; капитан-лейтенант; № 6355; 11 декабря 1840
- Плетнёв, Алексей Николаевич; капитан; 23 сентября 1915
- Плетнёв, Лаврентий Петрович; капитан; № 2625; 4 августа 1813
- Плеханов, Валентин Михайлович; мичман; 1 сентября 1917
- Плеханов, Иван Васильевич; подполковник; № 5243; 1 декабря 1835
- Плеханов, Пётр Николаевич; подполковник; № 8453; 26 ноября 1850
- Плеханов, Яков; подполковник; № 3215; 26 ноября 1816
- Плехневич, Александр Матвеевич; майор; № 5618; 29 ноября 1837
- Плешаков, Михаил Никитович; поручик; 17 апреля 1916 (посмертно)
- Плешаков, Александр Петрович; подпоручик; 1 апреля 1917 (посмертно)
- Плешков, Иван Емельянович[5]; полковник; № 5160; 1 декабря 1835
- Плешков, Михаил Михайлович (старший); генерал от кавалерии; 12 марта 1915
- Плешков, Михаил Михайлович; штабс-капитан; 31 октября 1917
- Плещеев, Александр Павлович; генерал-майор; № 5920; 3 декабря 1839
- Плещеев, Василий Иванович; капитан-лейтенант; № 257; 26 ноября 1774
- Плещеев, Сергей Иванович; капитан-лейтенант; № 258; 26 ноября 1774
- Плещинский, Борис Яковлевич; штабс-капитан; 13 января 1915
- Плишкин, Пётр; секунд-майор; № 1086; 26 ноября 1794
- Плонский, Мстислав Николаевич; корнет; 3 августа 1915
- Плоткин, Василий Львович; полковник; № 4568; 16 декабря 1831
- Плотников, Евгений Борисович; капитан; 26 августа 1916
- Плотто, Карл Карлович; поручик; № 1165 (595); 1 января 1795
- Плохинский, Назарий Борисович; штабс-капитан; 23 мая 1916
- Плохов, Иван Петрович; майор; № 1824 (809); 23 ноября 1807
- Плохово, Сергей Николаевич; генерал-майор; № 4419; 18 декабря 1830
- Плужников, Александр Аникеевич; подпоручик; 23 мая 1916
- Плыган, Моисей Андреевич; штабс-капитан; № 9263; 26 ноября 1853
- Плюсков, Дмитрий Николаевич; полковник; № 7779; 26 ноября 1847
- Плюто, Виктор Дмитриевич; подполковник; 26 августа 1916
- Плющев, Владимир Андреевич; майор; № 5303; 1 декабря 1835
- Плющев-Шликевич; штабс-капитан; № 2905; 18 марта 1814
- Пляшкевич, Александр Иванович; капитан; 4 марта 1917

## По
- По, Жерар-Поль-Мари-Сезар; генерал французской службы; 11 мая 1916
- Победоносцев, Иван Васильевич; капитан; 1 сентября 1915
- Побоевский, Вячеслав Францевич; подполковник; 13 февраля 1905
- Побуковский, Франц Андреевич; майор; № 5477; 6 декабря 1836
- Повалишин, Александр Васильевич; капитан 1-го ранга; № 2122; 26 ноября 1809
- Повалишин, Дмитрий Ильич; капитан; 13 января 1915
- Повалишин, Илларион Афанасьевич; контр-адмирал; № 585; 26 ноября 1788
- Повалишин, Николай Фёдорович; мичман; № 9550; 6 декабря 1854
- Повалишин, Пётр Васильевич; капитан-лейтенант; № 3255; 26 ноября 1816
- Повалишин, Фёдор Васильевич; майор; № 1806 (792); 9 сентября 1807
- Повалишин, Фёдор Никитич; лейтенант; № 3435; 15 февраля 1819
- Повало-Швейковский, Иван Семёнович; подполковник; 18 марта 1814[6]; 10 июля 1826 г. лишён звания и орденов и сослан на каторгу
- Повало-Швейковский, Михаил Евгеньевич; капитан; 27 января 1917
- Повало-Швейковский, Николай Христофорович; подполковник; № 7624; 1 января 1847
- Поволоцкий, Иван Александрович; полковник; № 9362; 26 ноября 1854
- Поговский, Николай Петрович; капитан; № 8799; 26 ноября 1851
- Погодилов, Константин Михайлович; штабс-капитан; 18 ноября 1916
- Погодин, Александр Яковлевич; штабс-капитан; 14 июня 1915
- Погодин, Николай Осипович; подполковник; № 9969; 26 ноября 1856
- Погожев, Василий Михайлович; поручик; 15 января 1917
- Погорелов, Пётр Николаевич; капитан-лейтенант; № 3282; 26 ноября 1816
- Погорелов, Фёдор Андреянович; майор; № 5290; 1 декабря 1835
- Погорелов, Яков Дементьевич; поручик; 26 июня 1916
- Погорецкий, Владимир Владимирович; капитан 2-го ранга; 11 декабря 1917
- Погоржельский, Василий Степанович; майор; № 8769; 26 ноября 1851
- Погоский, Леонард Алексеевич; полковник; 24 апреля 1915
- Погосский, Викентий Фаддеевич; подполковник; № 5595; 29 ноября 1837
- Погребной, Пётр Несторович; подполковник; 13 марта 1915
- Погребняк, Михаил Петрович; подпоручик; 28 ноября 1916
- Пода, Александр Павлович; прапорщик; 9 октября 1915
- Подагов, Семён Семёнович; штабс-капитан; 25 мая 1917
- Подашенко (Педашенко); майор; № 8148; 28 августа 1849
- Подвальнюк, Николай Иванович; генерал-лейтенант; 7 июля 1907
- Подвицкий, Тимофей, Яковлевич; майор; № 5298; 1 декабря 1835
- Подгаецкий, Пётр Николаевич; подполковник; 7 апреля 1915
- Подгаецкий, Севастьян Владимирович; капитан-лейтенант; № 1787 (773); 3 августа 1807
- Подгорецкий, Антон; полковник; № 9387; 26 ноября 1854
- Подгоричани, Григорий Петрович (Георгий?); бригадир; № 352; 26 ноября 1782
- Подгородецкий, Алексей Васильевич; штабс-капитан; 13 октября 1916
- Подгорский, Сигизмунд Петрович; корнет; 6 сентября 1917
- Подгурский, Аким Андреевич; майор; № 8069; 26 ноября 1848
- Подгурский, Александр Константинович; подполковник; 31 июля 1917
- Подгурский, Николай Люцианович; лейтенант; 25 сентября 1904
- Подгурский, Фёдор Александрович; генерал-лейтенант; 11 октября 1917
- Поддьяков, Михаил Иванович; прапорщик; 31 декабря 1916 (посмертно)
- Подевильс, Петер Генрих фон; камергер прусского двора; 27 апреля 1814 (de:Peter Heinrich von Podewils)
- Подерников, Николай Леонтьевич; подполковник; № 8715; 26 ноября 1851
- Поджидаев, Василий Иванович; майор; № 3359; 12 декабря 1817
- Поджио, Александр Михайлович; подполковник; 25 ноября 1916
- Подзис, Антон Гидиминович; прапорщик; 28 июня 1916 (посмертно?)
- Подкользин, Яков Ефремович; капитан 2-го ранга; № 1423; 26 ноября 1802
- Подкопаев, Владимир Терентьевич; подпоручик; 3 ноября 1915
- Подкосов, Михаил Матвеевич; подполковник; 4 марта 1917
- Подлуцкий, Иван Яковлевич; майор; № 1660; 5 февраля 1806
- Подлуцкий, Никифор Фёдорович; майор; № 6068; 3 декабря 1839
- Подобедов, Александр Борисович; полковник; № 5969; 3 декабря 1839
- Подобедов, Николай Николаевич; поручик; 30 марта 1879
- Подозёров, Николай Николаевич; штабс-капитан; 25 сентября 1917
- Подолецкий, Яков Михайлович; майор; № 6313; 11 декабря 1840
- Подолинский, Иван; подпоручик; 1 июня 1915
- Подольский, Василий Иванович; прапорщик; 19 апреля 1878
- Подольский, Иван Дмитриевич; поручик; № 2881; 13 марта 1814
- Подорезов, Николай Николаевич; штабс-капитан; 25 сентября 1917
- Подорванов, Александр Петрович; поручик; 27 января 1917 (посмертно)
- Подосенов, Александр Иванович; капитан; № 9846; 26 ноября 1855
- Подпалой, Ананий Фёдорович; майор; № 6094; 3 декабря 1839
- Подпрятов, Николай Дмитриевич; полковник; № 3550; 16 декабря 1821
- Подставкин, Павел Васильевич; полковник; 18 октября 1917
- Подуров, Иван Васильевич; полковник; № 6959; 4 декабря 1843
- Подушкин, Григорий Михайлович; подполковник; № 3336; 12 декабря 1817
- Подушкин, Егор Михайлович; майор; № 3358; 12 декабря 1817
- Подушкин, Иван Алексеевич; капитан-лейтенант; № 8590; 26 ноября 1850
- Подушкин, Павел Алексеевич[7] (Александрович); капитан 2-го ранга; № 7029; 4 декабря 1843
- Подчуфаров, Александр Дмитриевич; прапорщик; 3 февраля 1916 (посмертно)
- Подымов, Александр Александрович; полковник; 23 января 1917 (посмертно)
- Подымов, Борис Александрович; генерал-майор; 30 января 1915
- Пожарский, Иосиф Фомич; полковник; 3 февраля 1915
- Пожевалинский, Иван Григорьевич; капитан; № 9243; 26 ноября 1853
- Пожидаев, Иван Евдокимович; капитан; № 5500; 6 декабря 1836
- Пожидаев, Никита Иванович; майор; № 6346; 11 декабря 1840
- Пожидаев, Прокофий Евдокимович; капитан; № 9226; 26 ноября 1853
- Пожидаев, Сергей Дементьевич; подполковник; № 4850; 25 декабря 1833
- Поздеев; поручик; № 2444 (1077); 5 ноября 1812
- Поздеев, Николай Иосифович; лейтенант; № 3270; 26 ноября 1816
- Поздняков, Григорий Иванович; штабс-капитан; № 2612; 11 июля 1813
- Поздюнин, Василий Фёдорович; капитан-лейтенант; № 4509; 18 декабря 1830
- Познанский, Карл Касперович[8]; подполковник; № 8733; 26 ноября 1851
- Познанский, Франц Григорьевич[9]; майор; № 7048; 4 декабря 1843
- Позняк, Александр Фёдорович; подполковник; 26 сентября 1916
- Позняк, Альфонс Антонович; подполковник; № 8908; 1 февраля 1852
- Позняк, Виктор Вячеславович; штабс-капитан; 17 ноября 1916
- Позняк, Михаил Дмитриевич; майор; № 9451; 26 ноября 1854
- Позняк, Пётр Дмитриевич; подполковник; № 8254; 26 ноября 1849
- Позняков, Александр Андрианович; бригадир; № 483; 26 ноября 1787
- Позняков, Василий Степанович; премьер-майор; № 35 (36); 22 сентября 1770
- Позняков, Фёдор Петрович; майор; № 8284; 26 ноября 1849
- Позоев, Георгий Аветикович; генерал-майор; 27 января 1917
- Позоев, Рубен Аветикович; генерал-майор; 13 мая 1918
- Поклевский-Козелл, Иван Зенонович; прапорщик; 1 июня 1915 (посмертно)
- Покотилов, Василий Осипович; генерал-майор; № 5679; 1 декабря 1838
- Покровский, Александр Павлович; прапорщик; 4 марта 1917 (посмертно)
- Покровский, Виктор Леонидович; поручик; 3 августа 1915
- Покровский, Георгий Александрович; поручик; 9 сентября 1915
- Покровский, Григорий Васильевич; полковник; 9 мая 1915
- Покровский, Евстафий Харитонович; майор; № 1591 (652); 26 ноября 1804
- Покровский, Мина Митрофанович; хорунжий; 5 октября 1915
- Покровский, Николай Михайлович (возможно ошибка в фамилии); прапорщик; 18 сентября 1917
- Полетаев, Дмитрий Михайлович; капитан; № 6634; 5 декабря 1841
- Полетаев, Иван Иванович; генерал-майор; № 1303; 26 ноября 1802
- Полетаев, Дмитрий Викторович; штабс-капитан; 5 августа 1917
- Полетаев, Михаил Викторович; поручик; 3 января 1917
- Полетаев, Михаил Гаврилович; полковник; № 9068; 26 ноября 1853
- Полетаев, Степан Антонович; ротмистр; № 8293; 26 ноября 1849
- Полетика, Александр Михайлович; полковник; № 7166; 17 декабря 1844
- Полешко, Степан Григорьевич; полковник; № 2885; 18 марта 1814
- Полешко, Степан Павлович; майор; № 4887; 25 декабря 1833
- Полещук, Сергей Гаврилович; поручик; 30 декабря 1915
- Ползиков, Владимир Петрович; полковник; № 9561; 28 декабря 1854
- Поливанов, Афанасий Тимофеевич; капитан 1-го ранга; № 251; 26 ноября 1774
- Поливанов, Михаил Юрьевич; генерал-майор; № 7386; 12 января 1846
- Поливанов, Николай Николаевич; подпоручик; 25 сентября 1917 (посмертно)
- Поливанов, Юрий Игнатьевич; бригадир; № 719 (366); 30 марта 1790
- Поливкин, Николай Ефимович; штабс-капитан; 22 мая 1915
- Поливода, Аким Георгиевич; подпоручик; 6 сентября 1917 (посмертно)
- Поликарпов, Иван Павлович; штабс-капитан; 8 октября 1877
- Полисанов, Павел Алексеевич; капитан; № 5328; 1 декабря 1835
- Политковский, Владимир Гаврилович; полковник; № 7956; 26 ноября 1848
- Политковский, Николай Николаевич; подполковник; № 8244; 26 ноября 1849
- Политковский, Ростислав Гаврилович; подполковник; № 6544; 5 декабря 1841
- Политковский, Ростислав Михайлович; поручик; 30 декабря 1915
- Политов, Константин; подпоручик; 5 мая 1917
- Политур, Виктор Павлович; штабс-капитан; 17 апреля 1916
- Полишевский, Василий Петрович; майор; № 7040; 4 декабря 1843
- Полковников, Василий Васильевич; есаул; 13 января 1915
- Полковников, Георгий Петрович; капитан; 1 марта 1916
- Полковников, Иван Николаевич; штабс-капитан; 25 мая 1916
- Полковников, Пётр Васильевич; капитан; 27 марта 1881
- Полкозник, Эдуард Викентьевич; подпоручик; 18 октября 1917
- Половко, Иван Григорьевич; штабс-капитан; 18 ноября 1916
- Половцов, Логин Петрович; лейтенант; № 2378; 26 ноября 1811
- Половцов, Пётр Александрович; полковник; 17 октября 1915
- Полозов, Даниил Петрович; генерал-майор; № 4772; 25 декабря 1833
- Полозов, Иван Николаевич; подполковник; № 8016; 26 ноября 1848
- Полозов, Назар; полковник; № 172; 26 ноября 1771
- Полозов, Пётр; полковник; № 4333; 19 декабря 1829
- Полонский, Антон-Болеслав Адамович; подполковник; 9 сентября 1915
- Полтавцев, Василий Кириллович; подполковник; № 8228; 26 ноября 1849
- Полтавцев, Гавриил Егорович; полковник; 20 ноября 1915 (посмертно)
- Полтинин, Иван Петрович; капитан; № 2990; 23 февраля 1815
- Полтинин, Михаил Петрович; майор; № 4408; 6 августа 1830
- Полтинин, Тимофей Петрович; полковник; № 4335; 19 декабря 1829
- Полторацкий, Александр Владимирович; штабс-капитан; 3 августа 1901
- Полторацкий, Владимир Алексеевич; штабс-капитан; № 9590; 15 апреля 1855
- Полторацкий, Григорий Павлович; капитан-лейтенант; № 3764; 26 ноября 1823
- Полторацкий, Константин Маркович; полковник; № 2466 (1099); 22 ноября 1812
- Полубинский, Иван Иванович; майор; № 9812; 26 ноября 1855
- Полухин, Александр Дмитриевич; подпоручик; 13 октября 1916
- Полуэктов, Борис Владимирович; генерал-майор; № 2748; 10 декабря 1813
- Полуянов, Осип Андреевич; майор; № 5062; 3 декабря 1834
- Полчанинов, Егор Осипович; секунд-майор; № 917 (491); 31 марта 1792
- Поль, Адам Лаврентьевич; майор; № 2062 (933); 17 февраля 1809
- Поль, Егор Лаврентьевич; полковник; № 2072 (943); 20 сентября 1809
- Поль, Иван Лаврентьевич; полковник; № 2010; 26 ноября 1808
- Поль, Сергей Андреевич; лейтенант; № 9623; 16 ноября 1855
- Польман, Алексей Григорьевич; подпоручик; № 4165; 21 апреля 1828
- Польман, Василий Петрович; полковник; № 5368; 6 декабря 1836
- Польман, Рейнгольд Вилимович; майор; № 610 (294); 14 апреля 1789
- Польской, Григорий Афанасьевич; капитан-лейтенант; № 4022; 26 ноября 1826
- Поляков, Александр Иванович; полковник; 23 мая 1916
- Поляков, Борис Петрович; капитан; 24 апреля 1915
- Поляков, Валентин Владимирович; подпоручик; 21 апреля 1917 (посмертно)
- Поляков, Виктор Денисович; майор; № 4495; 18 декабря 1830
- Поляков, Виктор Максимович; штабс-капитан; 31 октября 1917
- Поляков, Владимир Яковлевич; поручик; 5 мая 1917
- Поляков, Гавриил Кузьмич; капитан; 18 мая 1915
- Поляков, Иван; прапорщик; 6 сентября 1917 (посмертно)
- Поляков, Иван Козьмич; подполковник; № 4265; 21 апреля 1829
- Поляков, Милий Иванович; поручик; 7 февраля 1917
- Поляков, Николай Николаевич; подполковник; 3 февраля 1916
- Поляков, Николай Пудафеевич; майор; № 8971; 1 февраля 1852
- Поляков, Пётр Григорьевич; полковник; № 4619; 25 декабря 1831
- Поляков, Фёдор Лукьянович; штабс-капитан; № 5086; 3 декабря 1834
- Поляков, Яков Гаврилович; поручик; 9 октября 1917 (посмертно)
- Поляниченко, Николай Тихонович; поручик; 18 октября 1917 (посмертно)
- Полянский, Александр; капитан; № 9849; 26 ноября 1855
- Полянский, Алексей Алексеевич; подпоручик; 12 октября 1917 (посмертно)
- Полянский, Алексей Сергеевич; полковник; 7 июля 1907
- Полянский, Владимир Иванович; капитан-лейтенант; № 5663; 29 ноября 1837
- Полянский, Евгений Викторович; штабс-капитан; 31 июля 1917
- Полянский, Иосиф Иванович; подполковник; № 7007; 4 декабря 1843
- Помелов, Сергей; капитан; № 8575; 26 ноября 1850
- Померанский, Нарцисс; полковник; № 4434; 18 декабря 1830
- Поминов, Иван Фёдорович; поручик; 11 сентября 1917 (посмертно)
- Понизовский, Леонид Дмитриевич; поручик; 19 декабря 1917
- Пономарёв, Андрей Петрович; подполковник; № 7823; 26 ноября 1847
- Пономарёв, Георгий Логинович; хорунжий; 13 июня 1878
- Пономарёв, Дмитрий Гаврилович; полковник; № 6468; 5 декабря 1841
- Пономарёв, Ефрем Степанович; капитан; № 10002; 26 ноября 1856
- Пономарёв, Пармен Андреевич; подпоручик; 9 октября 1917 (посмертно)
- Пономарёв, Пётр Павлович; подполковник; 20 мая 1915 (посмертно)
- Пономаренко, Константин Иванович; поручик; 5 мая 1878
- Пономаренко, Николай Тимофеевич (Митрофанович); штабс-капитан; 30 октября 1877
- Понсет, Михаил Иванович; капитан; № 2286 (993); 8 февраля 1811
- Понсонби, Фредерик Кавендиш; полковник великобританской службы; № 3012; 6 августа 1815
- Понырко, Михаил Фёдорович; полковник; № 5697; 1 декабря 1838
- Попаджанов, Иван Никитич; майор; № 8975; 1 февраля 1852
- Попандопуло, Григорий Андреевич; лейтенант; № 3431; 15 февраля 1819
- Попандопуло, Иван Григорьевич; капитан-лейтенант; № 9909; 7 апреля 1856
- Попандопуло, Константин Егорович; капитан-лейтенант; № 8503; 26 ноября 1850
- Попандопуло, Эммануил Григорьевич; генерал-майор; № 1829; 26 ноября 1807
- Попелло, Хрисанф Лаврентьевич; полковник; 27 марта 1918
- Поплавко, Виктор Родионович; штабс-капитан; 3 февраля 1916
- Поплавский, Антон Михайлович; майор; № 5862; 1 декабря 1838
- Поплавский, Аполлон Иосифович; штабс-капитан; 25 февраля 1907
- Поплавский, Флориан-Героним Мечиславович; полковник; 25 мая 1917
- Поплавский, Франц Михайлович[10]; полковник; № 4810; 25 декабря 1833
- Попов, Александр Александрович; подполковник; 11 марта 1915 (посмертно)
- Попов, Александр Алексеевич; капитан; 18 мая 1915
- Попов, Александр Иванович; майор; № 8509; 26 ноября 1850
- Попов, Александр Иванович; подполковник; 10 ноября 1914
- Попов, Александр Иванович; полковник; № 7394; 12 января 1846
- Попов, Алексей Захарович; майор; № 7668; 1 января 1847
- Попов, Алексей Никитович; подполковник; 4 мая 1881
- Попов, Анатолий Иванович; подполковник; 29 апреля 1917 (посмертно)
- Попов, Андрей Григорьевич; полковник; № 6231; 11 декабря 1840
- Попов, Андрей Никитич; капитан-лейтенант; № 2152; 26 ноября 1809
- Попов, Андрей Петрович; подполковник; № 9957; 26 ноября 1856
- Попов, Борис Семёнович; поручик; 24 декабря 1916
- Попов, Василий Алексеевич; прапорщик; 9 ноября 1915
- Попов, Василий Филиппович; капитан-лейтенант; № 7673; 1 января 1847
- Попов, Вениамин Иванович; поручик; 31 января 1915
- Попов, Владимир Васильевич (ротмистр); штабс-ротмистр; 19 марта 1917
- Попов, Владимир Васильевич (генерал); генерал-майор; 25 мая 1917
- Попов, Герасим Григорьевич; подполковник; № 2019; 26 ноября 1808
- Попов, Глеб Алексеевич; сотник; 4 марта 1917
- Попов, Григорий Алексеевич; генерал-майор; № 10106; 26 ноября 1858
- Попов, Дмитрий Петрович; подполковник; № 8701; 26 ноября 1851
- Попов, Дмитрий Петрович; майор; № 9175; 26 ноября 1853
- Попов, Евгений Александрович; подпоручик; 17 октября 1915
- Попов, Иван Данилович; полковник; 27 ноября 1915
- Попов, Иван Егорович[11]; полковник; № 8400; 26 ноября 1850
- Попов, Иван Иванович (1776); полковник; № 2597; 11 июля 1813
- Попов, Иван Иванович (сотник); сотник; № 2308 (1015); 22 ноября 1811
- Попов, Иван Иванович (штабс-капитан); штабс-капитан; 15 октября 1916 (посмертно)
- Попов, Иван Константинович; штабс-капитан; 1 сентября 1917
- Попов, Иван Никитич; майор; № 7085; 4 декабря 1843
- Попов, Иван Николаевич; подполковник; № 9971; 26 ноября 1856
- Попов, Иван Петрович; полковник; № 1848; 26 ноября 1807
- Попов, Иван Степанович; подполковник; № 3463; 26 ноября 1819
- Попов, Константин Герасимович; майор; № 9791; 26 ноября 1855
- Попов, Константин Сергеевич; поручик; 4 марта 1917
- Попов, Марин Сергеевич; подполковник; № 7002; 4 декабря 1843
- Попов, Михаил Герасимович; полковник; № 9663; 26 ноября 1855
- Попов, Михаил Тимофеевич; капитан; 26 ноября 1878
- Попов, Леонтий Николаевич; поручик; 5 мая 1917
- Попов, Михаил Александрович; поручик; 26 января 1915
- Попов, Михаил Владимирович; поручик; 17 января 1917 (посмертно)
- Попов, Михаил Георгиевич; подполковник; 11 апреля 1917
- Попов, Николай (Павлович?); штабс-капитан; 1 марта 1906
- Попов, Николай Васильевич; подполковник; № 9127; 26 ноября 1853
- Попов, Николай Владимирович; полковник; 6 апреля 1915
- Попов, Николай Герасимович; полковник; № 7163; 17 декабря 1844
- Попов, Николай Иванович; штабс-капитан; 25 февраля 1907
- Попов, Николай Иванович; подполковник; № 8242; 26 ноября 1849
- Попов, Николай Иванович; поручик; 26 августа 1916
- Попов, Николай Михайлович; поручик; 25 сентября 1917 (посмертно)
- Попов, Николай Николаевич; капитан; № 6658; 5 декабря 1841
- Попов, Николай Петрович; капитан-лейтенант; № 8740; 26 ноября 1851
- Попов, Николай Сидорович; майор; № 5302; 1 декабря 1835
- Попов, Павел Васильевич (генерал); генерал-майор; № 4243; 1 января 1829
- Попов, Павел Дмитриевич; капитан 3-го ранга; № 4500; 18 декабря 1830
- Попов, Павел Николаевич; подполковник; 7 мая 1878
- Попов, Пётр Александрович; поручик; 13 января 1915
- Попов, Пётр Васильевич; капитан-лейтенант; № 3523; 6 июня 1821
- Попов, Пётр Владимирович; поручик; 11 апреля 1917
- Попов, Пётр Иванович; капитан; 13 ноября 1916
- Попов, Пётр Пантелеевич; капитан; № 1161 (591); 1 января 1795
- Попов, Пётр Петрович; подполковник; 26 августа 1916 (посмертно)
- Попов, Пётр Фёдорович; капитан корпуса морской артиллерии; № 9482; 26 ноября 1854, за «выслугу 25 лет в офицерских чинах»[2]
- Попов, Сергей Владимирович; сотник; 11 апреля 1917 (посмертно)
- Попов, Фёдор Васильевич; штабс-капитан; № 7709; 1 января 1847
- Попов, Фёдор Дмитриевич; капитан; № 4612; 16 декабря 1831
- Попов, Филипп Степанович; подпоручик; № 9627; 16 ноября 1855
- Попов, Ярослав Николаевич; подпоручик; 11 марта 1917
- Попов-Преснов, Александр Павлович; поручик; 30 декабря 1915
- Попович, Василий Григорьевич; поручик; 9 сентября 1915
- Попович, Веселин; поручик сербской службы; 10 мая 1878
- Попович, Марко Миланов; воевода черногорской службы; 12 апреля 1877
- Попович, Назарий Яковлевич; подполковник; № 8718; 26 ноября 1851
- Попович-Липовац, Иван Юрьевич; генерал-майор; 15 июля 1908
- Поповкин, Василий Иванович; подпоручик; 15 марта 1917
- Поппе, Дмитрий Иванович; подполковник; № 6280; 11 декабря 1840
- Порембский, Владислав Антонович; капитан; № 6651; 5 декабря 1841
- Порембский, Казимир Адольфович; лейтенант; 29 ноября 1904
- Поречнев, Пётр Константинович; подполковник; № 3566; 16 декабря 1821
- Пореш, Август-Пётр-Генрих Людвигович; прапорщик; 26 августа 1916 (посмертно)
- Порогский, Степан Степанович; подполковник; № 9118; 26 ноября 1853
- Порохин, Владимир Михайлович; штабс-капитан; 29 мая 1917
- Порохня, Иван Евдокимович; подполковник; № 9759; 26 ноября 1855
- Пороховников, Иван Дмитриевич; майор; № 7653; 1 января 1847
- Пороховников, Кирилл Петрович; майор; № 6596; 5 декабря 1841
- Пороховщиков, Николай Иванович; подполковник; № 6009; 3 декабря 1839
- Порохонский, Николай Николаевич; полковник; 20 ноября 1915
- Пороцкий, Леонтий Иванович; подполковник; № 6785; 3 декабря 1842
- Портянников, Григорий Васильевич; штабс-капитан; 28 июля 1917
- Порховский, Дмитрий Викторович; полковник; 26 августа 1916 (посмертно)
- Порывкин, Сергей Ефимович; капитан; 26 марта 1916
- Посербский, Франц Иеронимович; капитан; № 8559; 26 ноября 1850
- Поскочин, Иван Васильевич; капитан 2-го ранга; № 7991; 26 ноября 1848
- Поскочин, Иван Степанович; капитан-лейтенант; № 541 (263); 31 июля 1788
- Поскочин, Пётр Васильевич; капитан-лейтенант; № 6350; 11 декабря 1840
- Поскочин, Фёдор Васильевич; капитан 1-го ранга; № 803 (416); 9 февраля 1791
- Поспелов, Адриан Михайлович; поручик; 21 июня 1915
- Поспелов, Сергей Матвеевич; генерал-лейтенант; 6 апреля 1915
- Постельс, Карл Филиппович; подполковник; № 6276; 11 декабря 1840
- Постельс, Эмилий Павлович; подполковник; № 5750; 1 декабря 1838
- Постников, Александр; поручик; 27 января 1917
- Постников, Пётр Константинович; капитан; 26 августа 1919
- Постников, Фёдор Николаевич; полковник; № 1949 (855); 20 мая 1808
- Постольский, Пётр Иванович; штабс-капитан; № 9581; 22 января 1855
- Посыпайко, Афанасий Иванович; поручик; 31 декабря 1916
- Посьет, Александр Петрович; подполковник; № 4360; 19 декабря 1829
- Потапов, Александр Андреевич; майор; № 9801; 26 ноября 1855
- Потапов, Алексей Николаевич; майор; № 1718 (704); 21 января 1807
- Потапов, Алексей Степанович; генерал-майор; 15 августа 1916
- Потапов, Василий Петрович; полковник; 4 марта 1917
- Потапов, Иван Гаврилович; подполковник; № 8926; 1 февраля 1852
- Потапов, Лев-Стратон Иванович; генерал-майор; № 1650; 5 февраля 1806
- Потапов, Михаил; войсковой старшина; № 8291; 26 ноября 1849
- Потапов, Сергей Владимирович; прапорщик; 11 апреля 1917
- Потапов, Степан Захарович; полковник; 5 февраля 1916
- Потапов, Устин Иванович; премьер-майор; № 1058 (543); 15 сентября 1794
- Потапчин, Владимир Алексеевич; полковник; № 5380; 6 декабря 1836
- Потвиг, Карл Богданович; майор; № 4237; 25 декабря 1828
- Потебня, Василий Иванович; майор; № 8749; 26 ноября 1851
- Потёмкин, Михаил Сергеевич; поручик; № 227 (187); 26 ноября 1773
- Потёмкин, Николай Васильевич; полковник; № 4345; 19 декабря 1829
- Потёмкин, Николай Николаевич; капитан 1-го ранга; № 5404; 6 декабря 1836
- Потёмкин, Николай Николаевич; капитан; 23 июня 1916
- Потёмкин, Николай Сергеевич; полковник; № 6976; 4 декабря 1843
- Потёмкин, Павел Сергеевич; капитан-поручик; № 39 (40); 22 сентября 1770
- Потёмкин, Яков Алексеевич; полковник; № 1819 (805); 14 сентября 1807
- Потешин, Николай Терентьевич; майор; № 9200; 26 ноября 1853
- Потоцкий, Александр Станиславович; поручик; 19 апреля 1878
- Потоцкий, Владимир Георгиевич; штабс-капитан; 4 апреля 1917 (по другим данным — 21 августа 1919)
- Потоцкий, Дмитрий Николаевич; полковник; 25 мая 1916
- Потоцкий, Павел Платонович; генерал-лейтенант; 30 января 1915
- Потоцкий, Станислав Станиславович; генерал-майор; № 2710; 8 октября 1813
- Потресов, Матвей Григорьевич; полковник; № 1838; 26 ноября 1807
- Потто, Дмитрий Иванович; майор; № 7039; 4 декабря 1843
- Потулов, Всеволод Сергеевич; подпоручик; 11 ноября 1914 (посмертно)
- Потулов, Иван Терентьевич; полковник; № 3549; 16 декабря 1821
- Потулов, Николай; премьер-майор; № 1014; 26 ноября 1793
- Потулов, Павел Васильевич; капитан; № 928 (502); 28 июня 1792
- Поуков, Ефим Андреевич; капитан; № 5336; 1 декабря 1835
- Похитонов, Василий Данилович; подполковник; № 5774; 1 декабря 1838
- Похитонов, Даниил Даниилович; генерал-майор; 6 июля 1877
- Похомов, Александр Филиппович; подполковник; № 8224; 26 ноября 1849
- Поццо, Александр Карлович; статский советник; № 8360; 26 ноября 1850
- Поццо-ди-Борго; полковник французской службы; № 3788; 30 мая 1824
- Поццо-ди-Борго, Карл Осипович; генерал-майор; № 2995; 12 июня 1815
- Почепцов, Иван Семёнович; майор; № 8770; 26 ноября 1851
- Поярков, Василий Яковлевич; полковник; № 3804; 12 декабря 1824
- Поярков, Ульян Михайлович; премьер-майор; № 567; 26 ноября 1788

## Пр
- Пражевский, Иван Дмитриевич; майор; № 7652; 1 января 1847
- Праницкий, Владимир Дмитриевич; полковой священник; 10 ноября 1916
- Прасков, Павел Вуколович; капитан; № 6641; 5 декабря 1841
- Пребстинг, Адольф Густавович; подполковник; № 3456; 26 ноября 1819
- Пребстинг, Фёдор Евстафьевич; полковник; № 4455; 18 декабря 1830
- Предаевич, Семён Константинович; подполковник; № 3968; 26 ноября 1826
- Предтеченский, Георгий Иванович; прапорщик; 23 апреля 1915
- Прежевский, Николай Иванович; подполковник; № 3461; 26 ноября 1819
- Прежевский, Фёдор Григорьевич; майор; № 7869; 26 ноября 1847
- Преженцов, Богдан Петрович; полковник; № 9348; 26 ноября 1854
- Презан, Константин; генерал-лейтенант румынской службы; января 1917
- Преклонский, Василий Михайлович; штабс-капитан; 3 ноября 1916
- Прен, Иван Фёдорович; майор; № 6606; 5 декабря 1841
- Прендель, Виктор Антонович; полковник; № 4217; 25 декабря 1828
- Преображенский, Александр Евгеньевич; полковник; 23 мая 1916
- Преображенский, Сергей Сергеевич; подпоручик; 1 июня 1915
- Преснов, Николай Михайлович; прапорщик; 29 октября 1917
- Преснухин, Павел Васильевич; штабс-капитан; № 9896; 12 января 1856
- Пресняков, Андрей; майор; № 6613; 5 декабря 1841
- Престон, Джеймс; капитан 1-го ранга; № 733 (380); 29 мая 1790
- Преториус, Пётр Андреевич; полковник; № 5544; 29 ноября 1837
- Претул, Симеон; поручик румынской службы; 25 марта 1918
- Прецман, Юлиан Эристович; полковник; № 7987; 26 ноября 1848
- Пржевалинский, Лев Григорьевич; майор; № 9434; 26 ноября 1854
- Пржевальский, Иероним Казимирович; майор; № 8527; 26 ноября 1850
- Пржевальский, Михаил Алексеевич; генерал-майор; 13 января 1915
- Пржецлавский, Александр Николаевич; майор; 12 апреля 1878
- Пржилецкий, Иосиф Владиславович; войсковой старшина; 5 октября 1877
- Пржисецкий, Станислав Фомич; подпоручик; 1 апреля 1916
- Прибыловский, Пётр Алексеевич; майор; № 2410 (1043); 13 мая 1812
- Прибытков, Павел Иванович; полковник; № 5949; 3 декабря 1839
- Пригара, Дмитрий Александрович; майор; № 8066; 26 ноября 1848
- Пригара, Павел Ануфриевич; подполковник; № 2636; 17 августа 1813
- Пригара, Стахий Семёнович; подполковник; № 8002; 26 ноября 1848
- Приклонский, Николай Григорьевич; подполковник; № 4993; 3 декабря 1834
- Прикот, Василий Семёнович; майор; № 9611; 5 июня 1855
- Примо, Василий Дмитриевич; лейтенант; № 6384; 11 декабря 1840
- Примо, Дмитрий Павлович; капитан 2-го ранга; № 3134; 26 ноября 1816
- Принц, Константин Корнилович фон; капитан-лейтенант; № 3603; 16 декабря 1821
- Принц, Пётр Александрович; подполковник; № 5434; 6 декабря 1836
- Приоров, Николай Леонидович; штабс-капитан; 1 марта 1916
- Присовский, Константин Адамович; полковник; 26 августа 1916
- Присяжнюк, Евмен Екимович; прапорщик; 6 сентября 1917
- Притвиц, Карл Карлович; генерал-майор; № 7137; 17 декабря 1844
- Притвиц, Павел Карлович; генерал-майор; № 4545; 13 сентября 1831
- Притвиц, Фёдор Карлович; полковник; № 5973; 3 декабря 1839
- Прихидько, Евмений Леонтьевич; подъесаул; 23 мая 1916
- Приходкин, Иван Семёнович; подполковник; № 7440; 12 января 1846
- Прищепенко, Дмитрий Александрович; хорунжий; 10 июня 1916
- Прищепенко, Осип; капитан; № 9497; 26 ноября 1854
- Провольский, Леонтий Тимофеевич; капитан; № 5085; 3 декабря 1834
- Проворкевич, Константин Елисеевич; штабс-капитан; № 7723; 25 ноября 1847
- Прогнаевский, Владимир Васильевич; поручик; 13 января 1915
- Прогульбицкий, Константин Петрович; капитан; № 9476; 26 ноября 1854
- Прозоркевич, Андрей; капитан; № 9490; 26 ноября 1854
- Прозоркевич, Степан Елисеевич; майор; № 10070; 26 ноября 1857
- Прозоров, Фёдор Несторович; поручик; 12 января 1917
- Прозоровский, Андрей Иванович; полковник; № 25 (25); 27 августа 1770
- Прозоровский, Иван Ефремович; секунд-майор; № 872; 26 ноября 1791
- Прозоровский, Иван Николаевич; майор; № 7313; 17 декабря 1844
- Прозоровский-Голицын, Александр Фёдорович; генерал-майор; № 9336; 26 ноября 1854
- Прокопович, Константин Николаевич; капитан-лейтенант; № 9974; 26 ноября 1856
- Прокопович, Прокофий Семёнович; майор; № 7277; 17 декабря 1844
- Прокопович, Тимофей Васильевич; подпоручик; 26 января 1917
- Прокопьев, Георгий Павлович; хорунжий; 30 декабря 1915
- Прокофьев, Василий Прокофьевич; подполковник; № 7021; 4 декабря 1843
- Прокофьев, Евгений Иванович; поручик; 17 октября 1915
- Прокофьев, Иван Петрович; штабс-капитан; № 4270; 4 июня 1829
- Прокофьев, Пётр Алексеевич; капитан-лейтенант; № 9907; 7 апреля 1856
- Прокофьев, Тихон Фёдорович; полковник; № 5953; 3 декабря 1839
- Прокофьев-Северский, Александр Николаевич; лейтенант; 1917
- Промовендов, Георгий Николаевич; прапорщик; 5 августа 1917 (посмертно?)
- Промтов, Михаил Николаевич; полковник; 7 июля 1907
- Пронин, Иван Александрович; полковник; 29 октября 1917
- Прончищев, Михаил Иванович; капитан; № 10009; 26 ноября 1856
- Проппер, Николай Николаевич; капитан; 5 ноября 1916 (посмертно)
- Проскурин, Федот Андреевич; майор; № 5863; 1 декабря 1838
- Проскуряков, Александр Дмитриевич; полковник; № 7760; 26 ноября 1847
- Проскуряков, Семён Алексеевич; генерал-майор; № 8354; 26 ноября 1850
- Протазанов, Тарас Михайлович; полковник; 30 июня 1917
- Протасевич, Александр Александрович; штабс-капитан; 18 сентября 1917
- Протасевич, Пётр Константинович; капитан; 4 апреля 1917
- Протасов, Алексей Андрианович; подполковник; № 2426 (1058); 4 сентября 1812
- Протасов, Назар Данилович; капитан; № 7901; 26 ноября 1847
- Протасов, Николай Александрович; генерал-майор; № 5912; 3 декабря 1839
- Протопопов, Александр Павлович; капитан; 27 февраля 1878
- Протопопов, Василий Николаевич; майор; № 8529; 26 ноября 1850
- Протопопов, Дмитрий Александрович; подполковник; 10 июня 1915
- Протопопов, Иван Андреевич; полковник; № 2973; 17 сентября 1814
- Протопопов, Иван Андреевич; майор; № 8274; 26 ноября 1849
- Протопопов, Иван Данилович; есаул; № 4292; 6 декабря 1829
- Протопопов, Иван Павлович; майор; № 8758; 26 ноября 1851
- Протопопов, Михаил Николаевич; подпоручик; 31 января 1915
- Протопопов, Николай Александрович; капитан-лейтенант; № 3761; 26 ноября 1823
- Протопопов, Николай Иванович; генерал-лейтенант; 25 сентября 1914
- Протопопов, Павел Дмитриевич; капитан-лейтенант; № 8327; 26 ноября 1849
- Протопопов, Семён Александрович; прапорщик; № 9310; 19 мая 1854
- Протопопов, Тихон Иванович; подполковник; № 7202; 17 декабря 1844
- Прохоров, Александр Маркович; прапорщик; 19 мая 1915
- Прохоров, Константин Иванович; подполковник; № 10177; 26 ноября 1859
- Прохорович, Владимир Афансьевич; поручик; 5 октября 1877
- Прохорович, Лев Иванович; полковник; № 7988; 26 ноября 1848
- Процак, Яков Михайлович; прапорщик; 20 ноября 1915
- Проценко, Григорий Филиппович; штабс-капитан; 11 декабря 1915
- Проциков, Андрей Фёдорович; войсковой старшина; № 2756; 10 декабря 1813
- Прочаев, Виталий Михайлович; поручик; 7 февраля 1917
- Прусиновский, Александр Александрович; штабс-капитан; 9 сентября 1915
- Прушинский, Гектор Станиславович; генерал-майор; № 4317; 19 декабря 1829
- Прушинский, Юлиан Викентьевич; подполковник; № 8697; 26 ноября 1851
- Пршецлавский, Северин Гиляриевич; капитан; № 8800; 26 ноября 1851
- Прытков, Степан Тихонович; подъесаул; 7 февраля 1917 (посмертно)
- Прядченко, Антоний Яковлевич; капитан; 19 мая 1915
- Прянишников, Олимпий Иванович; генерал-майор; № 4774; 25 декабря 1833
- Пряслов, Владимир Андреевич; генерал-майор; 15 апреля 1915
- Пряслов, Михаил Андреевич; генерал-лейтенант; 13 января 1915

## Пс — Пт
- Псаро, Антон Константинович; лейтенант; № 139 (118); 9 июля 1771
- Псиович, Джоко; командир батальона черногорской службы; 26 февраля 1879
- Псомас, Егор Петрович; капитан-лейтенант; № 2247; 26 ноября 1810
- Пташинский, Томас Иванович; майор; № 7292; 17 декабря 1844

## Пу
- Пугач, Авраам Ефимович; прапорщик; 1 сентября 1915
- Пугач, Савва Ефимович; штабс-капитан; 16 сентября 1917
- Пугачёв, Николай Васильевич; капитан; 31 марта 1915
- Пудков, Тимофей Андреевич; штабс-капитан; 26 августа 1916
- Пузанов; полковник; № 2196 (983); 6 ноября 1810
- Пузанов, Иван Козьмич; подполковник; № 5811; 1 декабря 1838
- Пузино, Орест Поликарпович; лейтенант; № 9531; 26 ноября 1854, «за 18 морских кампаний»[12]
- Пузинский, Михаил Францевич; капитан; 28 июля 1916
- Пузыревский; штабс-капитан; № 2802; 20 января 1814
- Пузыревский, Александр Казимирович; полковник; 27 февраля 1878
- Пузыревский, Александр Петрович; майор; № 8064; 26 ноября 1848
- Пузыревский, Иван Егорович; майор; № 9178; 26 ноября 1853
- Пузыревский, Леонтий; поручик; № 7922; 26 ноября 1847
- Пузыревский, Пётр Козьмич; подполковник; № 8019; 26 ноября 1848
- Пукалов, Андрей Евгеньевич; поручик; 9 сентября 1915
- Пуле; волонтер, капитан испанской службы; № 633 (318); 14 апреля 1789
- Пуликов-Разливарин, Кузьма Михайлович; поручик; 31 октября 1917 (посмертно)
- Пуллет; майор прусской службы; № 2043 (914); 18 января 1809
- Пулло, Александр Павлович; подполковник; № 4590; 16 декабря 1831
- Пулло, Николай Павлович; капитан; № 5669; 1 декабря 1838
- Пульев, Спиридон Николаевич; майор; № 1662; 5 февраля 1806
- Пульпе, Эдуард-Вильгельм-Александр Мартинович; лейтенант французской службы; 6 августа 1916
- Пуляшко, Глеб Феоктистович; штабс-капитан; 9 ноября 1915
- Пунин, Леонид Николаевич; подпоручик; 9 февраля 1915 (по другим данным — 25 апреля 1915)
- Пундт, Александр Андреевич; майор; № 8747; 26 ноября 1851
- Пупков, Константин Николаевич; капитан-лейтенант; № 8328; 26 ноября 1849
- Пупков, Николай Васильевич; капитан 3-го ранга; № 3087; 26 ноября 1816
- Пупченский, Григорий Васильевич; капитан; № 8813; 26 ноября 1851
- Пупырев, Василий Иванович; полковник; 21 мая 1915
- Пургасов, Андрей Андреевич; полковник; 23 сентября 1915
- Пурпур, Владимир Андреевич; капитан; № 620 (304); 14 апреля 1789
- Пурцеладзе, Александр Михайлович; подполковник; 17 октября 1915
- Пурцеладзе, Георгий Михайлович; полковник; 29 мая 1915
- Пурцеладзе, Ираклий Михайлович; подполковник; 26 августа 1916
- Пустовалов, Дмитрий Иванович; подполковник; № 817 (430); 25 марта 1791
- Пустовойтов, Трофим Павлович; майор; № 6321; 11 декабря 1840
- Пустошкин, Андрей Васильевич; капитан 2-го ранга; № 748 (395); 6 июля 1790
- Пустошкин, Василий Кириллович; подполковник; № 4373; 19 декабря 1829
- Пустошкин, Иван (Степанович?); подполковник; № 3208; 26 ноября 1816
- Пустошкин, Семён Афанасьевич; вице-адмирал; № 3042; 26 ноября 1816
- Путилов, Павел Николаевич; генерал-майор; 16 ноября 1905
- Путимцов, Андриан Васильевич; подполковник; № 1363; 26 ноября 1802
- Путинцев, Виктор Дмитриевич; генерал-майор; 15 октября 1916
- Путьковский, Александр Захарович; подполковник; № 5601; 29 ноября 1837
- Путята, Дмитрий Васильевич; полковник; № 7564; 1 января 1847
- Путята, Михаил Михайлович; подполковник; 8 октября 1915
- Путятин, Александр Алексеевич; капитан 2-го ранга; № 3264; 26 ноября 1816
- Путятин, Алексей Петрович; подполковник; 26 ноября 1878
- Путятин, Ефим Васильевич; лейтенант; № 4385; 19 декабря 1829
- Путятин, Сергей Михайлович; штабс-капитан; 4 марта 1917
- Пухало-Цывинский, Игнатий Осипович; полковник; № 5554; 29 ноября 1837
- Пухинский, Александр Сергеевич; генерал-майор; № 6918; 4 декабря 1843
- Пухнер, Антон; ротмистр; № 3022; 19 сентября 1815
- Пуцыло, Онуфрий Иванович; подполковник; № 9725; 26 ноября 1855
- Пучков, Василий Иванович; подполковник; № 3938; 26 ноября 1826
- Пучков, Наум Егорович; премьер-майор; № 1248; 26 ноября 1795
- Пушистов, Александр Андреевич; прапорщик; 25 сентября 1917
- Пушкарёв, Иван Егорович; сотник; 24 апреля 1915
- Пушкарёв, Константин Павлович; подъесаул; 4 марта 1917 (посмертно)
- Пушкарёв, Фёдор Николаевич; полковник; № 2827; 20 февраля 1814
- Пушкин, Александр Анатольевич; полковник; 8 октября 1917
- Пушкин, Юрий Алексеевич; подполковник; № 776; 26 ноября 1790
- Пушков, Николай Александрович; войсковой старшина; 5 ноября 1916
- Пущин, Александр Петрович; подполковник; № 8478; 26 ноября 1850
- Пущин, Валериан Модестович; подполковник; 5 мая 1917
- Пущин, Василий Евфимович; подполковник; № 5766; 1 декабря 1838
- Пущин, Всеволод Павлович; полковник; № 7399; 12 января 1846
- Пущин, Иван Николаевич; генерал-майор; № 5919; 3 декабря 1839
- Пущин, Леонид Петрович; лейтенант; 3 апреля 1878
- Пущин, Михаил Иванович; капитан; № 10143; 17 декабря 1858
- Пущин, Николай Николаевич; генерал-майор; № 5354; 6 декабря 1836
- Пущин, Пётр Модестович; штабс-капитан; 7 июля 1907
- Пущин, Пётр Петрович; подполковник; № 7605; 1 января 1847

## Пф — Пх
- Пфейфер, Дмитрий Николаевич; генерал-майор; 28 марта 1917 (посмертно)
- Пфейфер, Николай Фёдорович; лейтенант; № 4385; 19 декабря 1829
- Пфингстен, Адольф Фердинандович; полковник; 11 марта 1915 (посмертно)
- Пфлуг, фон; подполковник; № 47 (48); 1 ноября 1770
- Пфуль, Эрнст фон[13]; полковник прусской службы, № 3303; 23 января 1817
- Пхейзе, Павел Давидович; генерал-майор; № 3796; 12 декабря 1824

## Пы — Пь
- Пыжев, Сергей Владимирович; капитан; 14 июня 1915
- Пыжевский, Михаил Иванович; капитан; 30 июля 1905
- Пыльцын, Иван Никифорович; подполковник; № 7632; 1 января 1847
- Пыпин, Андрей Андреевич; полковник; № 8899; 1 февраля 1852
- Пыпин, Михаил Александрович[14]; капитан-лейтенант; № 5640; 29 ноября 1837
- Пыпин, Павел Александрович; капитан-лейтенант; № 8266; 26 ноября 1849
- Пыхачёв, Лев Николаевич; капитан 2-го ранга; № 10092; 26 ноября 1857
- Пышкин, Иван Фёдорович; майор; № 6106; 3 декабря 1839
- Пышненко, Владимир Петрович; капитан; 19 мая 1915
- Пышницкий, Дмитрий Ильич; полковник; № 1845; 26 ноября 1807
- Пышнов, Алексей Михайлович; подполковник; 17 октября 1915
- Пышнов, Яков Моисеевич; капитан; № 6657; 5 декабря 1841
- Пьянов-Куркин, Владимир Павлович; полковник, 23 сентября 1915

## Пя
- Пядышев, Василий Петрович; полковник; № 3700; 26 ноября 1823
- Пяновский, Александр Адамович; ротмистр; 30 декабря 1915 (посмертно)
- Пясковский, Полиевкт Алексеевич; подпоручик; 26 июня 1916
- Пясецкий, Василий Иванович; полковник; № 9372; 26 ноября 1854
- Пятибоков, Иоанн Матвеевич; полковой священник; № 9315; 26 августа 1854
- Пятигорский, Григорий Петрович; полковник; № 3034; 26 ноября 1816
- Пяткин, Василий Гаврилович; генерал-майор; № 4416; 18 декабря 1830
- Пяткович, Егор; капитан; № 162 (141); 5 октября 1771
- Пятницкий, Василий Никифорович; подполковник; № 3115; 26 ноября 1816
- Пятов, Никита; полковник; № 4213; 25 декабря 1828